# Kay Matysik
Kay Matysik (Berlín, 18 de junio de 1980) es un deportista alemán que compitió en voleibol, en la modalidad de playa.
Ganó una medalla de bronce en el Campeonato Mundial de Vóley Playa de 2013 y dos medallas de plata en el Campeonato Europeo de Vóley Playa, en los años 2008 y 2011.

## Palmarés internacional
| Campeonato Mundial | Campeonato Mundial       | Campeonato Mundial | Campeonato Mundial |
| Año                | Lugar                    | Medalla            | Pareja             |
| ------------------ | ------------------------ | ------------------ | ------------------ |
| 2013               | Stare Jabłonki (Polonia) | Medalla de bronce  | Jonathan Erdmann   |
| Campeonato Europeo |                          |                    |                    |
| Año                | Lugar                    | Medalla            | Pareja             |
| 2008               | Hamburgo (Alemania)      | Medalla de plata   | Stefan Uhmann      |
| 2011               | Kristiansand (Noruega)   | Medalla de plata   | Jonathan Erdmann   |